# Mikel Merino
Mikel Merino Zazón (ur. 22 czerwca 1996 w Pampelunie) – hiszpański piłkarz, występujący na pozycji pomocnika w angielskim klubie Arsenal oraz w reprezentacji Hiszpanii. Zwycięzca Mistrzostw Europy 2024. Wychowanek Osasuny.

## Statystyki kariery
(aktualne na dzień 8 kwietnia 2019)
| Klub               | Sezon              | Liga               | Liga  | Liga   | Puchar kraju | Puchar kraju | Europa | Europa | Suma  | Suma   |
| Klub               | Sezon              | Liga               | Mecze | Bramki | Mecze        | Bramki       | Mecze  | Bramki | Mecze | Bramki |
| ------------------ | ------------------ | ------------------ | ----- | ------ | ------------ | ------------ | ------ | ------ | ----- | ------ |
| CA Osasuna         | 2014/15            | Segunda División   | 29    | 1      | 0            | 0            | –      | –      | 29    | 1      |
| CA Osasuna         | 2015/16            | Segunda División   | 22    | 1      | 0            | 0            | –      | –      | 22    | 1      |
| Borussia Dortmund  | 2016/17            | Bundesliga         | 8     | 0      | 1            | 0            | 0      | 0      | 9     | 0      |
| Newcastle United   | 2017/18            | Premier League     | 24    | 1      | 1            | 0            | 0      | 0      | 25    | 1      |
| Real Sociedad      | 2018/19            | Primera División   | 29    | 3      | 3            | 1            | 0      | 0      | 32    | 4      |
| Real Sociedad      | 2019/20            | Primera División   | 36    | 5      | 7            | 1            | 0      | 0      | 43    | 6      |
| Real Sociedad      | 2020/21            | Primera División   | 26    | 2      | 1            | 0            | 8      | 0      | 35    | 2      |
| Real Sociedad      | 2021/22            | Primera División   | 34    | 3      | 3            | 0            | 6      | 1      | 43    | 4      |
| Real Sociedad      | 2022/23            | Primera División   | 33    | 2      | 3            | 1            | 7      | 0      | 43    | 3      |
| Real Sociedad      | 2023/24            | Primera División   | 32    | 5      | 6            | 1            | 7      | 2      | 45    | 8      |
| Arsenal            | 2024/25            | Premier League     | 23    | 6      | 1            | 0            | 9      | 2      | 33    | 8      |
| Ogólnie w karierze | Ogólnie w karierze | Ogólnie w karierze | 296   | 29     | 26           | 4            | 37     | 5      | 359   | 38     |

## Sukcesy

### Reprezentacyjne
- Złoty medal Mistrzostw Europy 2024
- Mistrzostwo Europy U-19: 2015
- Wicemistrzostwo Europy U-21: 2017